# تشارلز جوزيف كارتر
تشارلز جوزيف كارتر (بالإنجليزية: Charles Joseph Carter)‏ هو ساحر استعراضي أمريكي، ولد في 14 يونيو 1874 في نيو كاسل في الولايات المتحدة، وتوفي في 13 فبراير 1936 في مومباي في الهند.